# Bukit Blang Belanga
Bukit Blang Belanga är ett berg i Indonesien.   Det ligger i provinsen Aceh, i den västra delen av landet, 1 600 km nordväst om huvudstaden Jakarta. Toppen på Bukit Blang Belanga är 1 143 meter över havet.
Terrängen runt Bukit Blang Belanga är kuperad åt nordost, men åt sydväst är den bergig.  Trakten runt Bukit Blang Belanga är nära nog obefolkad, med mindre än två invånare per kvadratkilometer. I omgivningarna runt Bukit Blang Belanga växer i huvudsak städsegrön lövskog.